# 蘑菇街
蘑菇街是一个中国购物平台，专注于时尚类内容，产品和服务。

## 历史
2011年成立于杭州，由三位创始人陈琪，岳旭强和魏一搏共同成立。2016年收购竞争对手美丽说。
2018年12月6日在纽约证券交易所挂牌上市。